# Cosmos 215
Cosmos 215 (en cirílico, Космос 215) fue un satélite artificial científico soviético perteneciente a la clase de satélites DS (el primero y único de tipo DS-U1-A) y lanzado el 22 de junio de 1968 mediante un cohete Cosmos-2I desde el cosmódromo de Kapustin Yar.

## Objetivos
Cosmos 215 es considerado como el primer observatorio espacial. Llevaba ocho telescopios a bordo para observar cuerpos celestes en el rango entre el visible y los rayos ultravioleta y realizar observaciones de la atmósfera terrestre y un telescopio adicional para observar en rayos X. La misión duró seis semanas hasta que reentró en la atmósfera.

## Características
El observatorio tenía una masa de 400 kg (aunque otras fuentes indican 385 kg) y fue inyectado inicialmente en una órbita con un perigeo de 261 km y un apogeo de 426 km, con una inclinación orbital de 48,5 grados y un periodo de 91,1 minutos.
Llevaba ocho telescopios a bordo, cada uno con un diámetro de aproximadamente 7 cm y con los que realizaba observaciones en longitudes de onda entre el rango visible y los rayos ultravioleta, y un telescopio adicional para realizar observaciones en rayos X. También portaba un par de fotómetros para estudiar la dispersión de la luz solar en la atmósfera de la Tierra.
Cosmos 215 reentró en la atmósfera el 30 de junio de 1972.

## Resultados científicos
Las diferentes medidas realizadas por Cosmos 215 dieron lugar a diferentes estudios, como el que explica los resultados de la fotometría ultravioleta realizada por el observatorio a 36 estrellas diferentes de tipo A y V.